# Variante Costa Azul
La Variante Costa Azul, es una carretera pavimentada cordobesa, con modalidad de autovía, ubicada en cercanías de Villa Carlos Paz, en el Valle de Punilla, en la Provincia de Córdoba. Al igual que algunas rutas de la provincia, esta tampoco posee una numeración tradicional.

Se la relaciona con la  RP E-73 , el Camino de las Cien Curvas y la Autopista Córdoba - Carlos Paz.
Esta ruta, se desarrolla de sur a norte por un trazado casi recto para el que hubo que dinamitar varias partes de montaña. Nace en el nudo intercambiador del Camino de las 100 curvas, al noreste de Villa Carlos Paz, y al sur del Dique San Roque. Finaliza en otro nudo vial: el de la Autopista Córdoba - Carlos Paz.
Esta carretera permite que el tránsito desde el valle de Punilla, hacia la ciudad de Córdoba, y visceversa, pueda circular en forma fluida, sin cruzar la ciudad de Villa Carlos Paz, ni el paredón del dique San Roque. Pertenece en su totalidad a la RAC.
Fue inaugurada en el año 1999, como una calzada de dos vías, como parte del plan de obras de la Red de Accesos de la Ciudad de Córdoba. En el año 2018 fueron inauguradas las obras de duplicación de calzada, convirtiéndola en una autovía con dos carriles por sentido de circulación.
Esta nueva via rápida, está conectada con la localidad de San Roque por medio del puente Gobernador José Manuel de la Sota, una moderna estructura de arco sobre el lago San Roque y la Ruta Provincial  RP E-55 .
La Variante Costa Azul forma parte de una futura Autovía de Punilla, un proyecto vial que pretende unir esta región con la localidad de La Cumbre mediante una autovía paralela a la  RN 38 , pero que tiene aspectos que son fuertemente rechazados por entidades ambientalistas y habitantes de la región, debido a que incursiona sobre áreas denominadas zona roja de bosques nativos y zonas de conocida presencia de Uranio.
Otro aspecto importante es que adyacente a la Variante Costa Azul, se proyecta la construcción de la estación terminal de autobuses de media y larga distancia de Villa Carlos Paz, que actualmente se encuentra en pleno centro de la ciudad.
El nombre de Costa Azul, se debe a que se encuentra adyacente al barrio homónimo.